# Parafia św. Kajetana w Raszkowie
Parafia św. Kajetana w Raszkowie – rzymskokatolicka parafia znajdująca się w diecezji kiszyniowskiej w dekanacie naddniestrzańskim, de iure w Mołdawii, de facto w Naddniestrzu.
Opiekę nad parafią sprawują sercanie. Msze święte sprawowane są w języku rosyjskim.
Kościół pw. św. Kajetana w Raszkowie jest najstarszym kościołem katolickim w Mołdawii.

## Historia
Kościół pw. św. Kajetana w Raszkowie powstał jeszcze, gdy miasteczko znajdowało się w Rzeczypospolitej. Wybudował go w 1749 książę Józef Lubomirski lub według innych źródeł w 1786 ks. Józef Krzysztofowicz. Początkowo był ormiańskokatolicki. W 1791 konsekrowany przez ormiańskokatolickiego arcybiskupa lwowskiego Jakuba Waleriana Tumanowicza. Pod koniec XVIII w do parafii należało 12 rodzin ormiańskich i 37 polskich. Po wyjeździe Ormian z Raszkowa parafia przeszła do łacińskiej diecezji kamienieckiej. Pod koniec XIX w liczyła 1160 wiernych.
Kościół został zamknięty przez komunistów w 1932. Otwarty w czasie okupacji rumuńskiej w 1942 i ponownie zamknięty w 1948. Wykorzystywany był jako magazyn. Po upadku ZSRR zwrócony. Działalność duszpasterska została wznowiona w 1990.